# Nationalkongress (Brasilien)

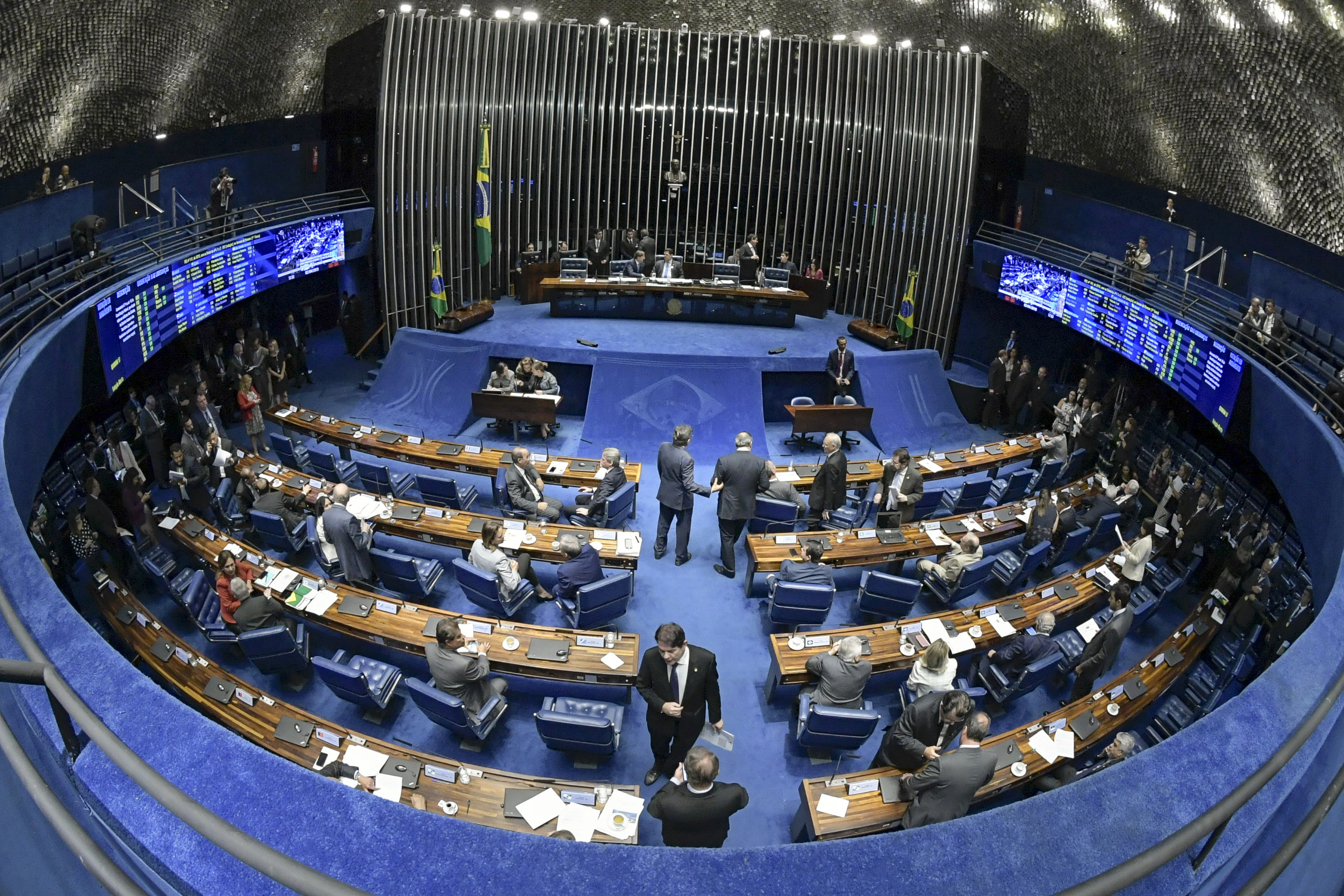
Plenarsaal des Senats

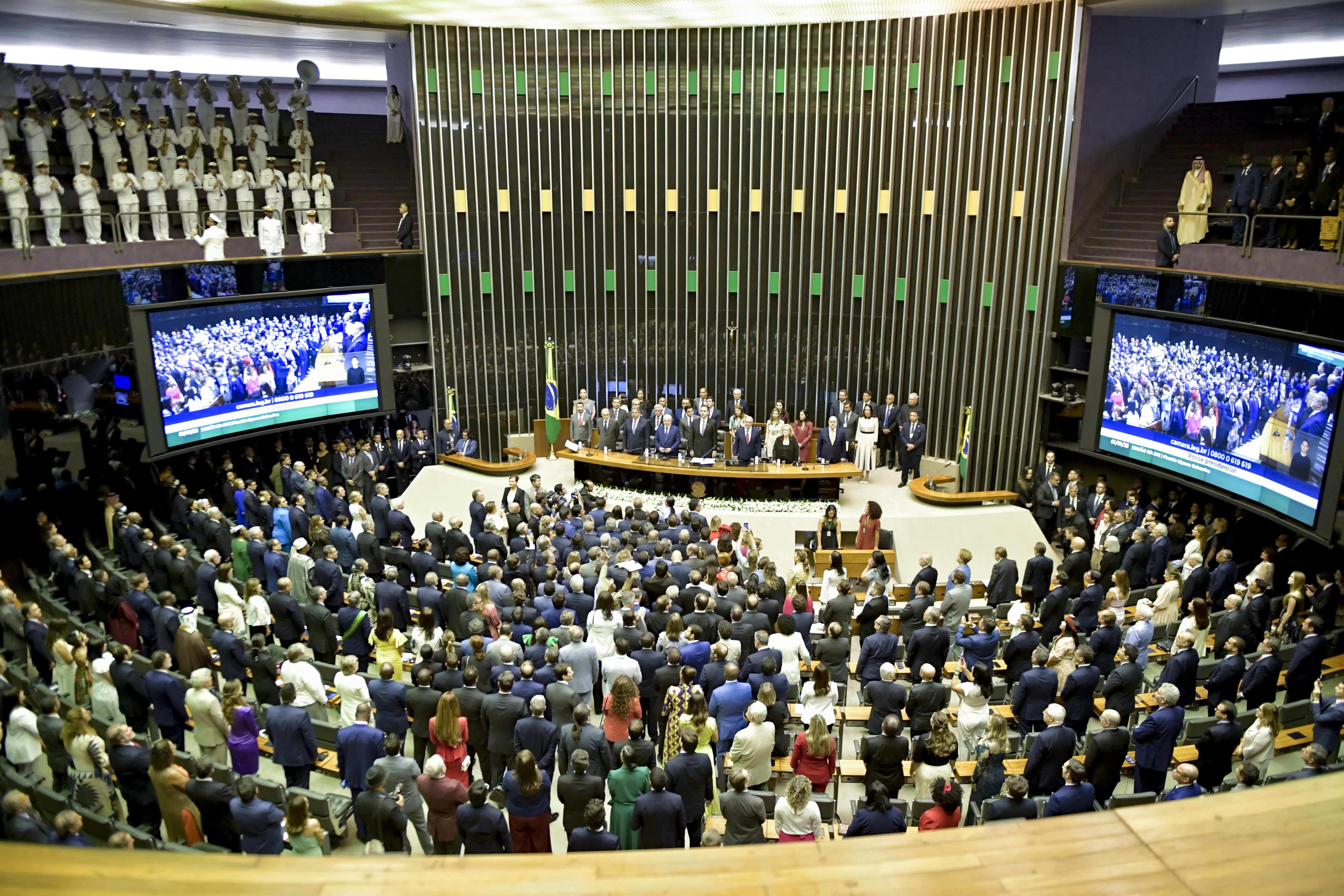
Plenarsaal der Abgeordnetenkammer

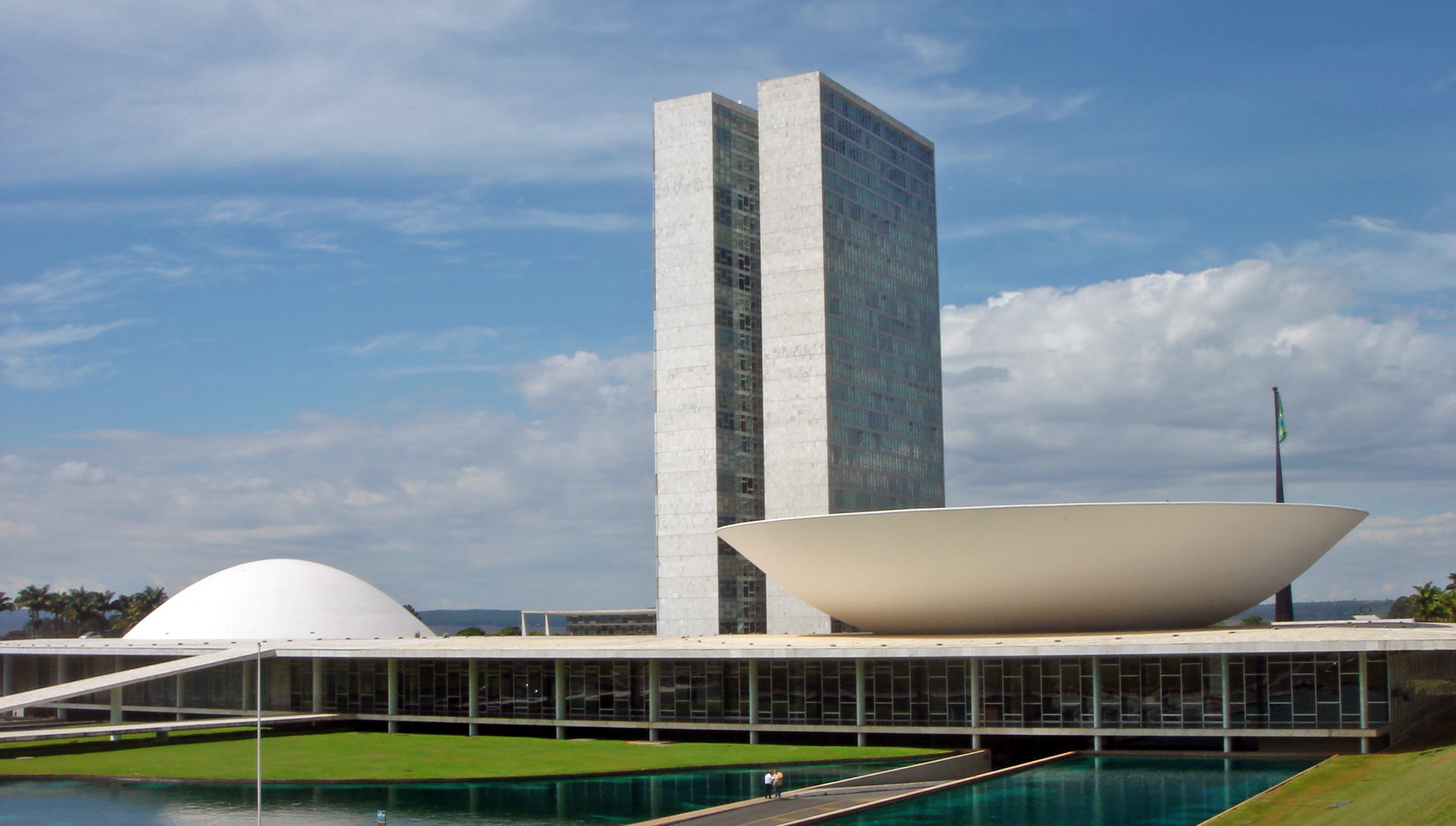
Kongressgebäude

Der Nationalkongress Brasiliens (portugiesisch Congresso Nacional do Brasil) ist Brasiliens oberstes Organ der Legislative mit Sitz in Brasília; er ist als bikamerales (Senat und Abgeordnetenkammer) organisiert.

## Zusammensetzung
Der Nationalkongress setzt sich aus zwei Kammern zusammen:
- Der Bundessenat (Senado Federal) besteht aus 81 Sitzen: jeweils drei für jeden der 26 Bundesstaaten Brasiliens sowie den Distrito Federal. Die Senatoren werden per Mehrheitswahlrecht für acht Jahre gewählt. Die Wahl in den Bundesstaaten ist gestaffelt, sodass zu einem bestimmten Wahltermin erst zwei Drittel der Senatoren gewählt werden, während das verbleibende Drittel dann vier Jahre später gewählt wird.
- In die Abgeordnetenkammer (Câmara dos Deputados) werden 513 Abgeordnete gewählt. Eine Amtszeit beträgt vier Jahre. Die Wahlen basieren auf einem komplexen Verhältniswahlrecht, bei dem Stimmen für eine Partei und Stimmen für Kandidaten dieser Partei zusammengezählt werden. Daraus werden die dieser Partei zustehenden Sitze ermittelt und die Kandidaten mit den meisten Einzelstimmen kommen in die Abgeordnetenkammer. Die Sitze werden im Verhältnis zu den Einwohnerzahlen der Bundesstaaten verteilt, allerdings bekommt jeder Staat mindestens acht Sitze und maximal 70 Sitze. Somit ist das System zugunsten der kleineren Staaten gewichtet.

Der Nationalkongress gilt als zersplittert. Nach den Wahlen im Oktober 2014 waren in Senat und Abgeordnetenhaus 28 unterschiedliche Parteien vertreten, von denen 11 eine lose Regierungskoalition bildeten. Da es in Brasilien unter Politikern nicht unüblich ist, die Partei zu wechseln, ändert sich die Zahl der Sitze pro Partei recht häufig.
Nach dem Amtsantritt von Luiz Inácio Lula da Silva besetzten Anhänger des im Oktober 2022 abgewählten Präsidenten Jair Bolsonaro nach Demonstrationen im Januar 2023 kurzzeitig das Gebäude.

## Kongressgebäude
In Rio de Janeiro waren Senat und Abgeordnetenhaus zuletzt im Palácio Tiradentes untergebracht, dem heutigen Sitz der gesetzgebenden Versammlung des Bundesstaates Rio de Janeiro.
Das heutige Kongressgebäude, welches seit 1960 beide Kammern beherbergt, wurde zwischen 1958 und 1960 errichtet. Es befindet sich am östlichen Ende der zentralen Eixo Monumental von Brasília und bildet deren optischen Abschluss. Wie viele andere öffentliche Bauten der Stadt wurde auch dieser Gebäudekomplex vom Architekten Oscar Niemeyer entworfen. Vor dem Gebäude mit den Plenarsälen erstreckt sich eine große, abfallende Rasenfläche, welche ein beliebter Platz für Demonstrationen ist.
Die Plenarsäle beider Kammern befinden sich in dem quer zur Eixo Monumental liegenden Flachbau. Der des Senats unter der konkaven Kuppel auf der mit Blick aus Richtung Stadtzentrum linken Seite, der des Abgeordnetenhauses rechts unter der konvexen Schale. Die Abgeordnetenbüros befinden sich in zwei Scheibenhochhäusern hinter dem Flachbau. Um den Gebäudekomplex optisch im Gleichgewicht zu halten, sind diese außermittig nach links versetzt angeordnet, in Richtung der im Vergleich zur Schale kleineren Kuppel. Zu dem Gebäudekomplex gehören noch weitere Gebäude in der Umgebung, die zum Teil durch unterirdische Tunnel miteinander verbunden sind.

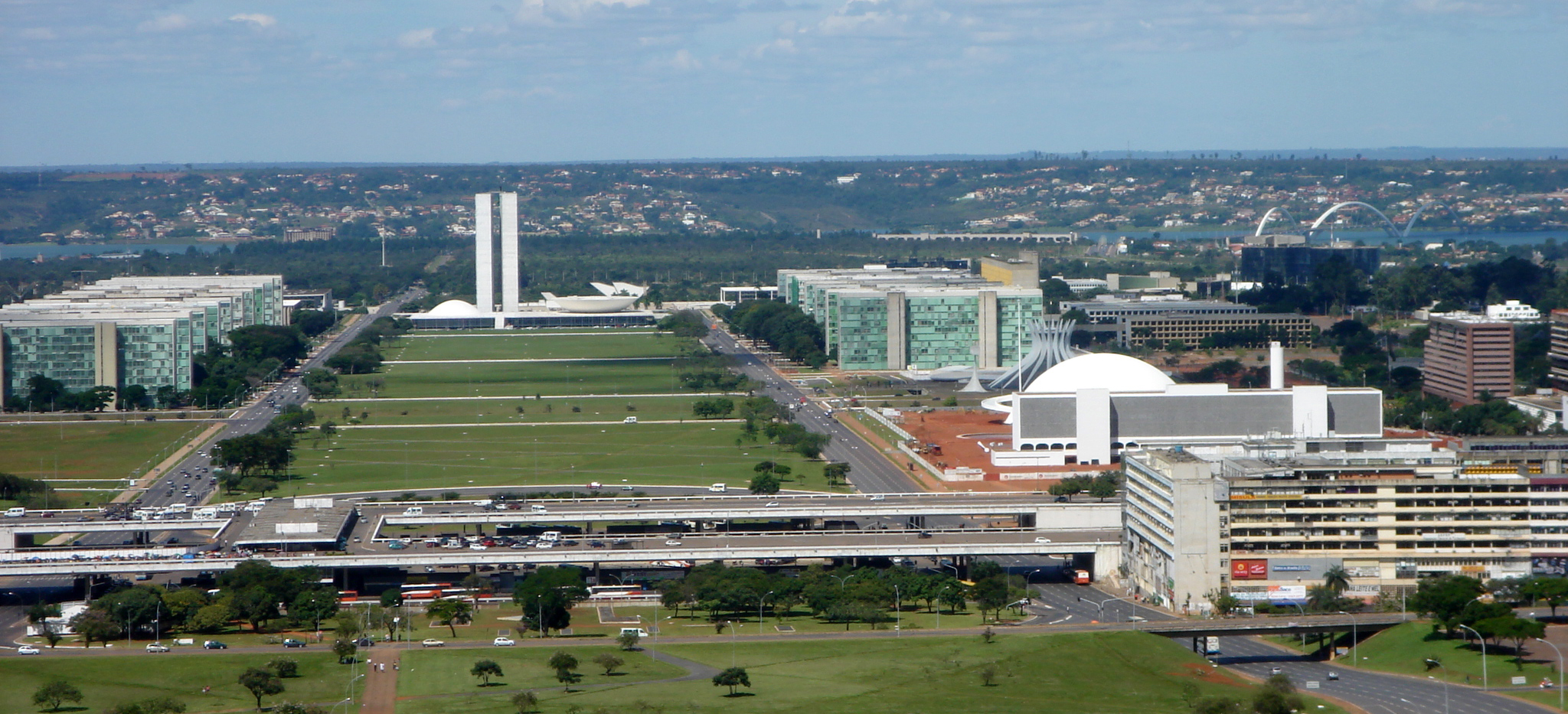
Lage im Regierungsviertel
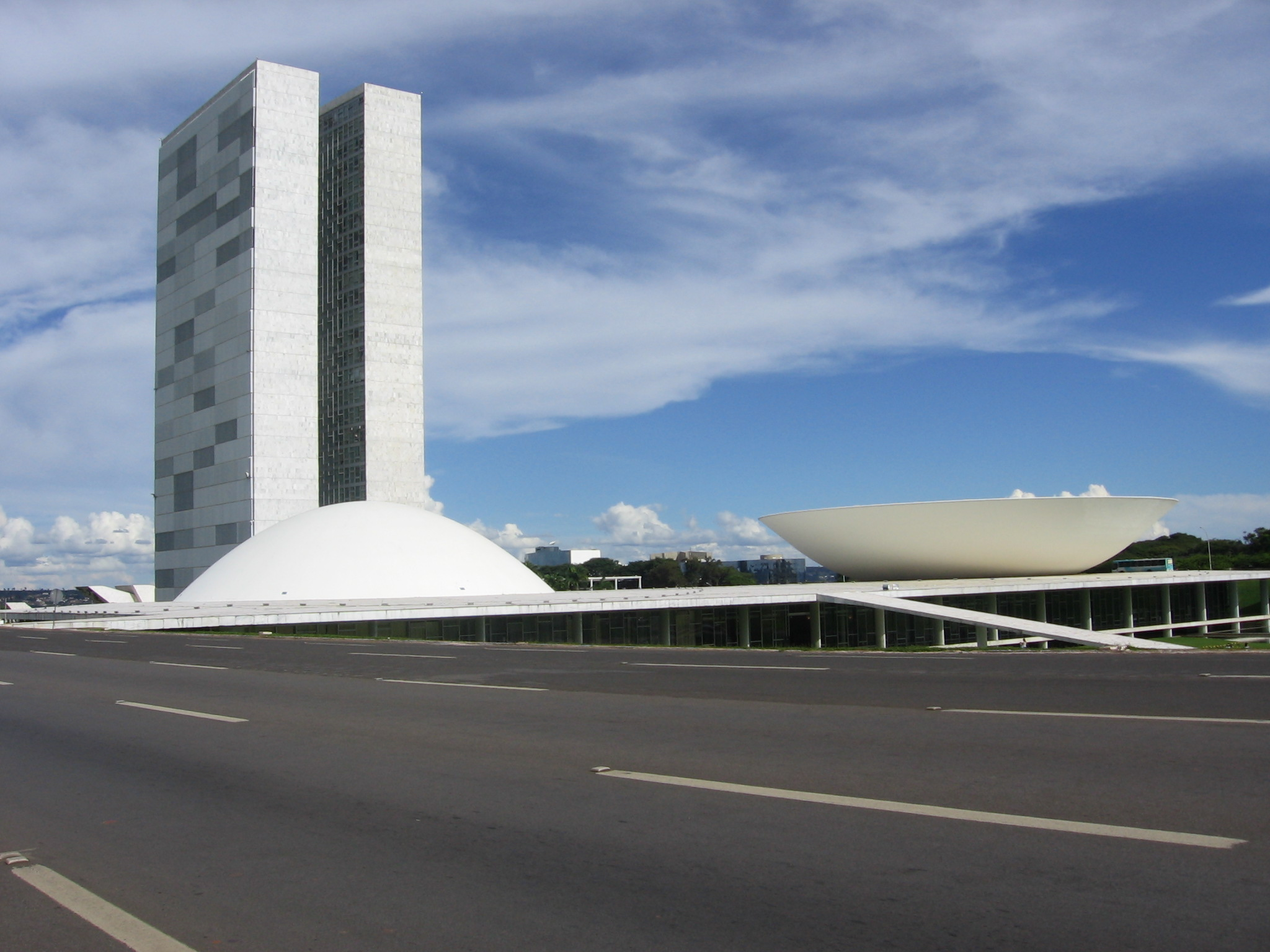
Kongressgebäude aus Richtung Stadtzentrum
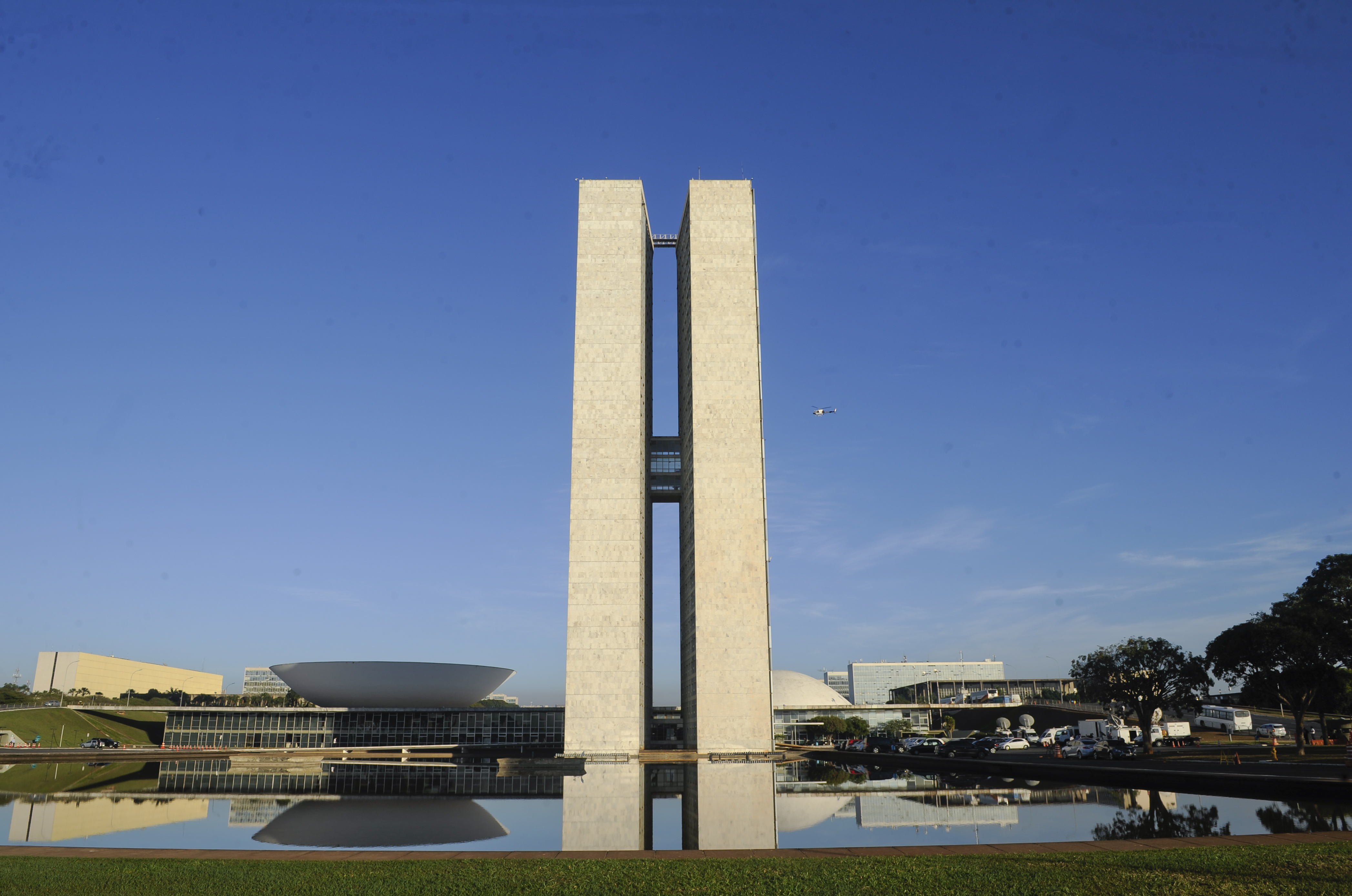
Kongressgebäude aus Richtung Praça dos Três Poderes
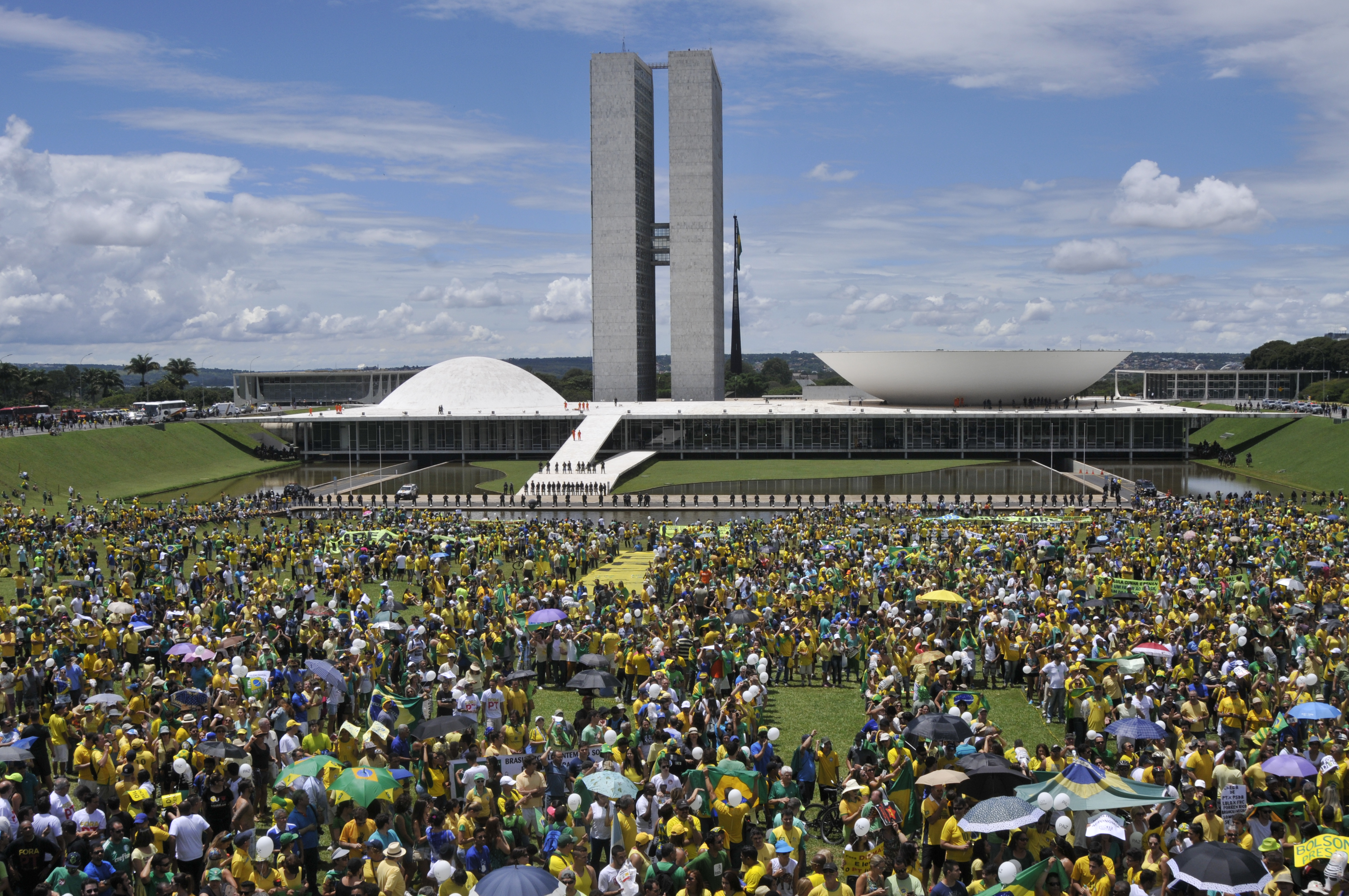
Demonstration im März 2016
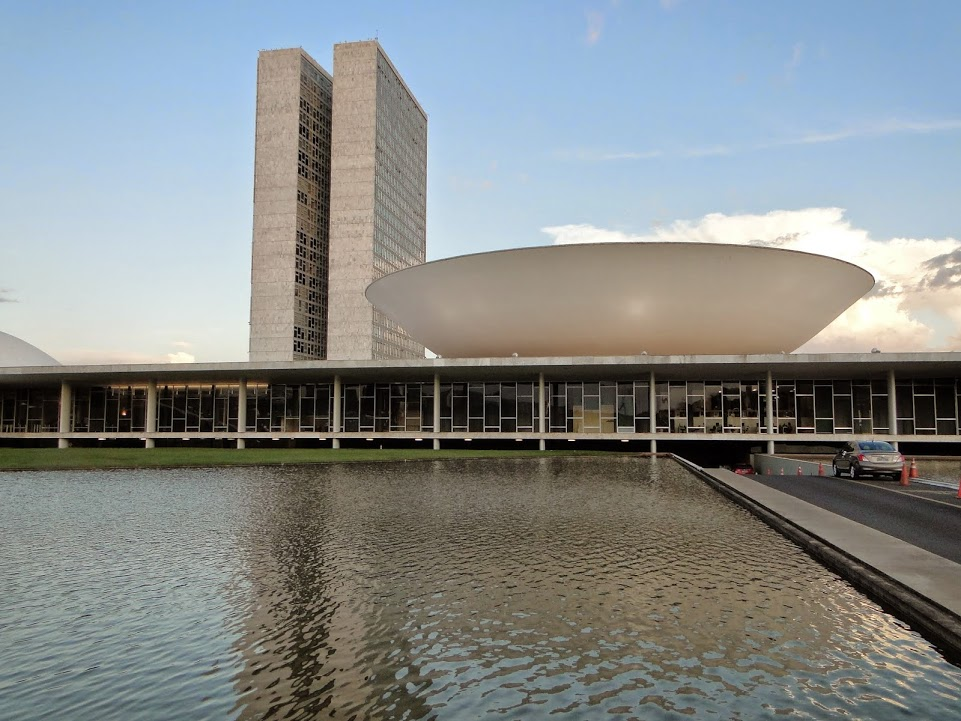
Künstlicher See vor dem Kongressgebäude